# Carta formada
Cartas formadas eran documentos expedidos por los obispos que atestaban la ortodoxia de los primeros cristianos. 
Se utilizaban en los primeros siglos de la Iglesia, desde el II según algunos, los cristianos para ser conocidos de los prelados y demás fieles, para distinguirse de los herejes, cismáticos y gentiles. 
Con él, conocido así el cristiano católico por los demás era recibido y socorrido por estos y los que lo recibían en sus casas, y a la celebración de los sagrados misterios, tenían la seguridad de no entregarse a los enemigos del nombre cristiano. Se llamaban dichos documentos cartas formadas, como si dijera, cartas de una forma y signos especiales. Según la persona a quienes se daban y el fin con que se hacía, equivalían las cartas formadas a lo que hoy llamamos testimoniales, dimisorias, atestado, etc., por lo que con el tiempo se llamaron letras canónicas. 
Al obispo le daba la carta formada el metropolitano: el Concilio iliberitano, canon 58, ordenó que para asegurarse de la verdad e identidad de la persona que presentaba dicho atestado, se le hiciesen las preguntas que pareciesen oportunas. Ivon, reproduciendo una carta formada, que lleva el nombre de Atico, obispo de Constantinopla, nos trasmite la forma de ellas, bien compleja a la verdad, pues una gran parte estaba en cifra, expresando por medio de iniciales, numerales, cuales eran las letras griegas, el nombre de las personas de la Trinidad, del propio obispo, de la indicción que corría, del obispo a quien se dirigía, del nombre de San Pedro, etc. y el Concilio Milevitano II en 416 ordenó se añadiese el nombre de la Pascua.